# Zamarada astales
Zamarada astales är en fjärilsart som beskrevs av Fletcher 1974. Zamarada astales ingår i släktet Zamarada och familjen mätare. Inga underarter finns listade i Catalogue of Life.